# Каринский диалект
Каринский диалект армянского языка (арм. Կարնոյ բարբառ (Karno barbař)) —западноармянский диалект, изначально распространённый вокруг города Эрзурум. В настоящее время на нём говорят на северо-западе Армении ( вокруг города Гюмри) и армянским меньшинством в грузинской провинции Самцхе-Джавахети.
В настоящее время это один из самых широко распространённых западноармянских диалектов, большинство из которых практически вымерло после геноцида.

## История
Согласно профессору Армянского государственного института лингвистики Гайкануш Месропян, первое упоминание о провинциальном диалекте (զբառսն զեզերականս) относится к VIII веку в произведении Степаноса Сюнеци, который называет его զՍպերացն (zSperatsn) «Испир». Диалект также упоминался в XIII веке  Ованнесом Ерзнкаци и в XVII веке Акопом Карнеци. В 1887 году Александр Томсон в своих Лингвистических исследованиях кратко обсудил ахалцихский говор.
До Первой мировой войны каринский диалект был распространён среди местного армянского населения большей части вилайета Эрзурум Османской империи, а  также  Карсской области и Эриванском и Тифлиской губернии Российской империи. После геноцида армян 1915 года малая часть армян Эрзурума нашла убежище в контролируемых Россией частях Армении. Город Карс и его российская область стали частью Первой Республики Армения в 1918 году, но были оккупированы кемалистской Турцией в результате турецко-армянской войны осенью 1920 года.

## Распространение
Согласно книге выдающегося армянского лингвиста Рачия Ачаряна «Классификация армянских диалектов» (1909 г.), каринский диалект использовался в городах Эрзурум (который он называет диалектным центром), Карс (оба крупных города на востоке современной Турции), Александрополь и Ахалцих. После Русско-турецких войн 1828–29 и 1877–78 годов армяне из региона Эрзурума мигрировали в контролируемую Россией Восточную Армению, в основном осев в Самцхе-Джавахети (вокруг городов Ахалкалаки и Ахалциха) и Шираке.

### Современное состояние
В Республике Армения каринский диалект в основном распространён в городах Гюмри, Артик, Ахурян и Агина, все в Ширакской области (около 130 деревень). Он также используется в западных частях области Арагацотн: главным образом в городе Талин и деревнях Арагац и Нор Артик. Жители трёх деревень на севере Арагацотна (Гегадзор, Лернапар, Гегадир) также говорят на каринском диалекте. Каринский диалект также распространён в деревнях Мартуни (Гегаркуник), Урцадзор (Арарат), Бужакан и Капутан в Котайке.
Каринский диалект также используется армянами в провинции Самцхе-Джавахети в Грузии.
Каринский диалект также делится на несколько говоров, в том числе гюмрийский (ленинаканский), также встречается джавахский  (включающий ахалцихский и ахалкалакский подговоры).

## Произношение
Рачий Ачарян называл произношение каринского диалекта «мягким и приятным». Согласно ему, диалект имеет три степени согласных, которые изменяются  следующим образом:
| բ bʰ  | — | պ b  | — | փ pʰ  |
| դ dʰ  | — | տ d  | — | թ tʰ  |
| գ ɡʰ  | — | կ ɡ  | — | ք kʰ  |
| ձ dzʰ | — | ծ dz | — | ց tsʰ |
| ջ dʒʰ | — | ճ dʒ | — | չ tʃʰ |